# ラナ・デアレッシ
ラナ・デアレッシ(Lana DeAlessi)は、イタリア出身・イギリス国籍のグラマーモデル。オランダの写真家ヤン・テ・ボント(Jan te Bont)に見出され、写真・動画を残している。ロンドン在住。

## 経歴
生年月日は公表されていない。演技と脚本の学校を卒業。
2011年、ヨルダン・カーヴァーのウェブサイト(現存しない)に登場すると、最初のブレイクを経験する。これは若手モデルのエージェントであるヤン・テ・ボントに見出されるきっかけとなった。3月、オーストラリアのモータースポーツ雑誌autobabesの表紙を飾り、この年の｢2011 Model of the Year｣に選ばれる。
2012年、オーストラリアの乳がん啓発キャンペーン｢National Breast Cancer's Pink Ribbon Day｣をサポート。10月、ヤン・テ・ボントによる動画がVimeoに投稿されると、各サイトに拡散、注目を浴びる。
2013年、本人公式ウェブサイトを開設(現存しない)。各種ソースによる本人公式SNSも2019年8月現在アクセスできない状態。
2014年11月26日、ポータルサイトthesuperid.comに写真・動画が紹介される。
2015年4月、autobabesの表紙を飾る。
2017年3月20日、スペイン語のポータルサイトshockmagazineplus.comで動画を独占配信。
2018年1月、｢Lana Dealessi OFFICIAL CALENDAR 2018｣をリリース。2月14日、ヤン・テ・ボントの仕事の集大成というべきDVD｢The best of Lana Dealessi｣をリリース。

## 私生活とゴシップ
2011年、メークアップアーティスト兼スタイリストのDenise Aukesと結婚。動画などで一緒に仕事をする。

## その他
好きなことは旅行、モデル活動、演技、ロンドンのナイトライフ。